# جی بوون
جی بوون (انگلیسی: Ji Bowen؛ زادهٔ ۲۲ فوریهٔ ۲۰۰۲) قایقران کانو اهل چین است.
وی در مسابقات کشوری و بین‌المللی در مجموع برندهٔ ۱ مدال طلا شده است.